# Morphopsis albertisi
Morphopsis albertisi är en fjärilsart som beskrevs av Charles Oberthür 1880. Morphopsis albertisi ingår i släktet Morphopsis och familjen praktfjärilar. Inga underarter finns listade i Catalogue of Life.